# Hollis Gentry
Hollis Gentry III (* 3. Dezember 1954 in Corpus Christi (Texas); † 5. September 2006 in San Diego) war ein US-amerikanischer Saxophonist, Musikproduzent und Komponist des Smooth Jazz und Latin Jazz.
Gentry wuchs in San Diego auf und gründete mit fünfzehn Jahren die Funkband Power; mit ihr trat er 1972 auf dem College im Vorprogramm von Cannonball Adderley auf. Danach spielte er bei Bruce Cameron. 1980 erwarb er den Master in Musik an der University of California, San Diego. Bekannt wurde er Mitte der 1980er Jahre in San Diego und im südlichen Kalifornien als Gründungsmitglied der Smooth-Jazz-Formation Fattburger, mit der er mehrere Alben einspielte. Daneben arbeitete er mit Joe Sample, Stanley Clarke, Nathan East, Larry Carlton, Nancy Wilson, Barry White, Freddie Hubbard, Al Jarreau, Thelma Houston, Randy Crawford, Alphonse Mouzon, Rob Mullins und David Benoit. Unter eigenem Namen legte er die Alben Hollis Gentry's Neon und For the Record vor.
Er war einer der Gründer des Musikunternehmens NETunes, in dem er Senior Vice President und A&R für Latin Jazz, World-Beat und Reggae-Musik war. Gentry erlitt 2004 einen schweren Autounfall; er starb Anfang September 2006 im Alter von 51 Jahren.